# Graciela Santana Benhumea
Graciela Santana Benhumea (Almoloya de Juárez, Estado de México, 15 de enero de 1941 - ). Es una política mexicana que ha ocupado diversos cargos en las estructuras del Partido Revolucionario Institucional,  además de otros varios de elección popular y gubernamentales, estatales y federales. Fue la creadora, en 2003, de la Secretaría de Cultura en el CDE del PRI del Estado de México.
Egresada de la Universidad  Autónoma del Estado de México, donde estudió la carrera de Licenciada en Derecho, Maestra en Filosofía y Doctorado en Filosofía Contemporánea; es también Profesora Titulada de la Escuela Normal Montessori y tiene Diplomados en Derecho Parlamentario; en Historia de la Arquitectura y Restauración; y en Mercadotecnia y Estrategia Política, por las Universidades Autónoma del Estado de México e Iberoamericana.
Fue elegida en 1976 diputada al Congreso del Estado de México por el XI Distrito  y  en 1978, diputada federal a la LI Legislatura del Congreso de la Unión en la que formó parte de las comisiones de educación y turismo.
Catedrática universitaria, escritora, periodista y pintora, es autora de 48 libros de ensayo político, poesía, cuento, novela, crónica, grupos étnicos, arquitectura vernácula y artes populares. Su extensa obra literaria y hemerográfica se encuentra registrada en el Tomo VIII del “Diccionario de Escritores Mexicanos Siglo XX” del Instituto de Investigaciones Filológicas de la UNAM. 
Como funcionaria estatal, fue Directora de la Casa de las Artesanías del Estado de México, Directora de Promoción Artesanal; Directora del Museo de Charrería y Directora Fundadora del Museo de Culturas Populares. En el gobierno federal fue Asesora de la Dirección General del Instituto Nacional de Antropología e Historia y  Delegada Federal del INAH en el Estado de México.
Graciela Santana Benhumea se ha distinguido como oradora, luchadora social, promotora cultural y férrea defensora del patrimonio histórico. Es socia fundadora, activa y de número de las asociaciones culturales: Ateneo del Estado de México, Sociedad Mexicana de Geografía y Estadística; Legión de Honor Nacional de México; ICOMOS de la UNESCO;  Fundación Cultura Activa, Asociación Mundial de Mujeres Periodistas y Escritoras; y Asociación de Universitarias Mexicanas. 
Tiene en su haber varios premios, preseas  y reconocimientos estatales, nacionales e internacionales. Es  Presidenta del Ateneo del Estado de México; Presidenta  de la Fundación Cultura Activa A. C. y  Cronista de Almoloya de Juárez, su tierra natal.
- Datos: Q5884000